# Vioresin Sinani
Vioresin Sinani est un footballeur international albanais, né le 4 décembre 1977 à Shkodër. Son poste de prédilection est attaquant.

## Palmarès
Vllaznia Shkodër
- Champion d'Albanie en 1998 et 2001.
- Vainqueur de la Coupe d'Albanie en 2008.
- Vainqueur de la Supercoupe d'Albanie en 1998 et 2001.

 KF Tirana
- Champion d'Albanie en 2007.
- Vainqueur de la Supercoupe d'Albanie en 2006.

 Besa Kavajë
- Vainqueur de la Coupe d'Albanie en 2010.

## Sélections
- 2000-2002 :  Albanie (4 sélections, 1 but)